# Maokebergen

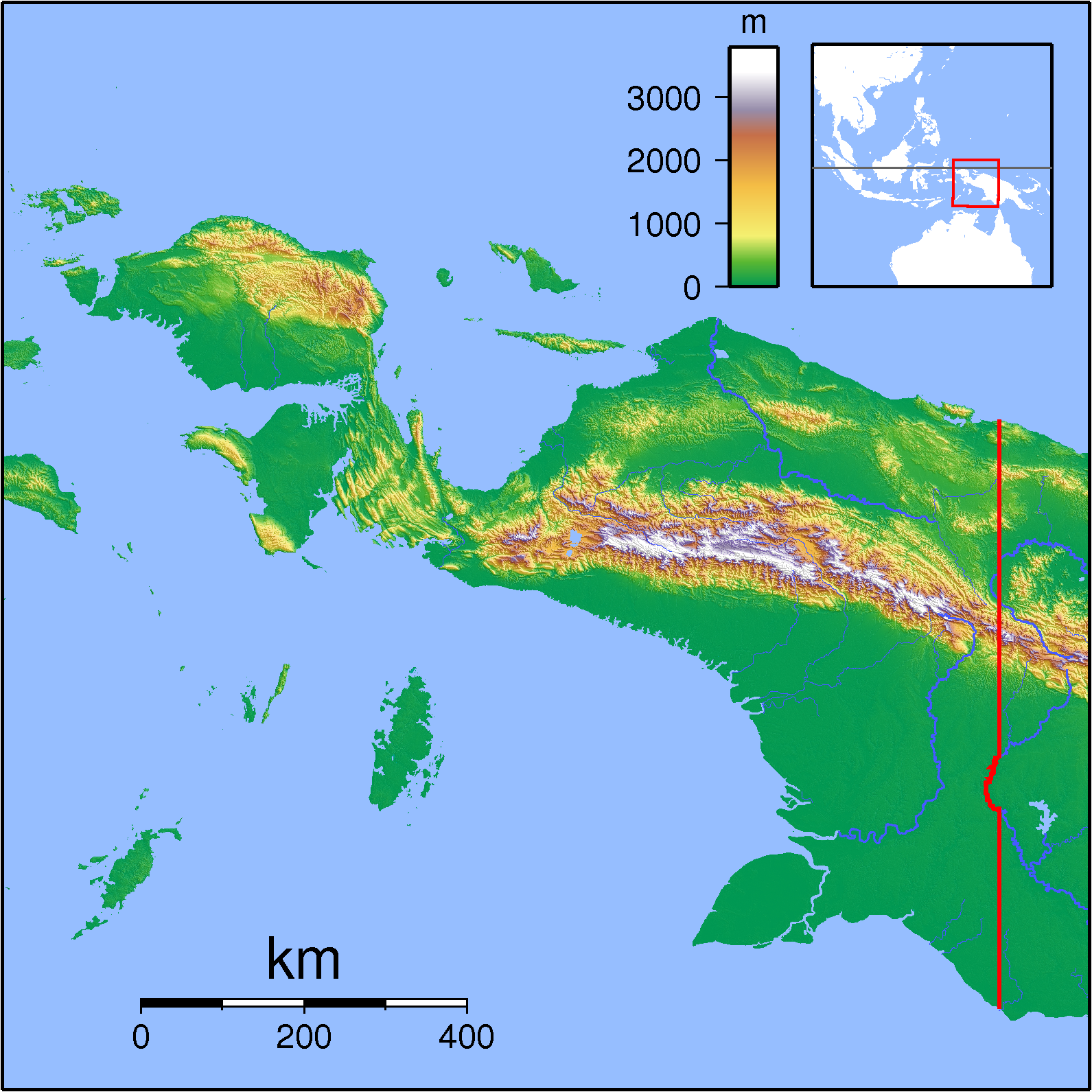
Maokebergen på västra Nya Guinea.

Maokebergen eller Pegunungan Maoke är en bergskedja i provinsen Papua på västra Nya Guinea i Indonesien som sträcker sig över 692 kilometer i väst-östlig riktning. I Sudirmanbergen, en västlig del av Makaobergen, ligger Puncak Jaya, som med sin höjd på 4 884 meter är det högsta berget på Nya Guinea. Öster om Sudirmanberget ligger Jayawijayabergen, också en del av Makoebergen, där bergen Puncak Trikora och Puncak Mandala är belägna.